# Igelsereds församling
Igelsereds församling var en församling  i Skara stift i nuvarande Ulricehamns kommun. Församlingen uppgick efter 1546 i Liareds församling och Knätte församling.

## Administrativ historik
Församlingen har medeltida ursprung och uppgick efter 1546 i Liareds och Knätte församlingar, efter att före dess ingått i Böne pastorat.